# هیثم فاعور
هیثم فاعور (انگلیسی: Haitham Faour؛ زاده ۲۷ فوریهٔ ۱۹۹۰) یک بازیکن فوتبال است.
وی همچنین در تیم ملی فوتبال لبنان بازی کرده است.